# Museu Nacional de Arte Antiga
Museu Nacional de Arte Antiga (MNAA) – muzeum sztuki w Lizbonie, najważniejsze publiczne muzeum sztuki w Portugalii.

## Historia
Muzeum zostało utworzone w 1884 roku, z siedzibą w Palacio Alvor; pod obecną nazwą istnieje od ponad 100 lat. Początkowo, ze względu na zielone okna pałacu, nazywane było Casa das Janelas Verdes. Budynek został wybudowany w XVII wieku, dla hrabiów Alvor. W 1770 roku zakupił go Markiz de Pombal, Paulo de Carvalho. Następnie budynek został zakupiony przez holenderskiego konsula w Portugalii, Daniela Gildemeestera, który przeprowadził znaczące prace renowacyjne w budynku.
Budynek, zgodnie z portugalską architekturą tego okresu, posiada długą fasadę biegnącą równolegle do ulicy. Posiada prostą konstrukcję, z jednym barokowo ozdobionym otworem drzwiowym. W dwóch salach sufity zostały pomalowane przez florenckiego artystę Vincenza Bacherellego, w okresie pierwszego lub drugiego hrabiego Alvor. W połowie XVIII wieku pozostałe sufity w pomieszczeniach posiadały fantazyjną sztukaterię wykonaną prawdopodobnie przez Giovanniego Grossiego.
Po utworzeniu Muzeum Sztuki, w miarę wzrostu jego zbiorów i wdrażania nowych wymagań dla tego typu obiektów, budynek regularnie poddawany był renowacjom i powiększeniu. Nowe sale wystawowe utworzono w dawnej kaplicy nieistniejącego klasztoru św. Alberta wybudowanego w latach 1583–1598. W pierwszej połowie XX wieku do zachodniego skrzydła dodano budynek zaprojektowany przez Guilherme Rebelo de Andrade; w latach 1942 i 1947 kolejny budynek dodano do wschodniego skrzydła. W części tej znajduje się audytorium, biblioteka i drukarnia. Ostatnie prace modernizacyjne zostały przeprowadzone przez architekta João de Almeida w 1983, a następnie w latach 1992–1994. Ulepszenia te pozwoliły rozszerzyć wielkość przestrzenną budynku dla wystawy stałej, oraz te wykorzystywane do wystaw czasowych.

## Zbiory
Jako najważniejsze publiczne muzeum sztuki w Portugalii, gromadzi dzieła z okresu od średniowiecza do początku XXI wieku, od malarstwa po rzeźbę, przedmioty ze złota i srebra, wyroby rzemiosła artystycznego z Europy, Afryki i Dalekiego Wschodu. W sumie posiada ponad 40 tysięcy dzieł sztuki, w tym największą liczbę prac zakwalifikowanych jako „narodowe dobro kultury”. Większość prac, szczególnie obrazów religijnych miejscowych artystów, pochodzi z rozwiązanych w 1834 roku klasztorów oraz z prywatnych darowizn.  
Stała ekspozycja muzeum znajduje się na trzech piętrach pałacu: pierwsze piętro zajmuje kolekcja malarstwa europejskiego oraz sztuk dekoracyjnych, a kaplicę Capela das Albertas kolekcja portugalskich mebli. Na drugim piętrze można oglądać dzieła portugalskiej sztuki złotniczej, ceramiki portugalskiej oraz chińskiej i japońskiej, szkieł oraz sztuk orientalnych. Trzecie piętro w całości zajmuje malarstwo i rzeźba portugalska.
Do najważniejszych dzieł malarskich należy Adoracja Świętego Wincentego portugalskiego malarza Nuno Gonçalvesa z 1470 roku. Obraz przedstawia ważne postacie XV-wiecznej Portugalii: króla Afonsa V, królową Izabelę, ich syna Jana II oraz księcia Henryka Żeglarza. Innymi cennymi obrazami są prace Hieronima Boscha Kuszenie św. Antoniego czy Lucasa Cranacha Salome z głową św. Jana Chrzciciela .